# استیو اگنو
استیو اگنو (انگلیسی: Steve Agnew؛ زادهٔ ۹ نوامبر ۱۹۶۵) یک بازیکن فوتبال است.
از باشگاه‌هایی که در آن بازی کرده‌است می‌توان به باشگاه فوتبال گیتزهد، باشگاه فوتبال ساندرلند، باشگاه فوتبال پورتسموث، باشگاه فوتبال بارنزلی، باشگاه فوتبال بلکبرن راورز، باشگاه فوتبال لستر سیتی، و باشگاه فوتبال یورک سیتی اشاره کرد.